# Липит-Иштар
Липит-Иштар — царь Исина, царь Шумера и Аккада. Правил приблизительно в 1935—1924 годах до н. э.

## Биография

### Первая половина правления
Согласно Царскому списку, Липит-Иштар был сыном Ишме-Дагана, хотя одна копия (P2) называет его сыном Иддин-Дагана. По примеру своих предшественников, Липит-Иштар был обожествлён при жизни. В надписях его имени предшествует детерминатив diĝir, который размещался перед именами богов. По этой причине в некоторых переводах он присутствует как «божественный Липит-Иштар».
В 1933 году до н. э. аморей Гунгунум, вероятно, находившийся на службе у Липит-Иштара, захватил власть в маленьком, но стратегически важном городе Ларсе и объявил себя царём этого города. Липит-Иштар вёл длительное соперничество с царством Ларса и аморейскими племенами. Один из годов правления Липит-Иштара носит название: «Год, когда Липит-Иштар отбил амореев». Остальные года царствования Липит-Иштар отображают его хозяйственную и религиозную деятельность (прорытие канала, подношения храмам). Большое внимание Липит-Иштар уделял городу Уру, где он возвёл в сан энтум богини Нингублаги свою дочь Эн-Нинсунзиг и продолжал поддерживать строительные работы в урских храмах.

### Кодекс Липит-Иштара
Особо прославился Липит-Иштар своей законодательной деятельностью. Названия некоторых его годов говорят, что он установил правопорядок в землях Шумера и Аккада, простил задолженности по долгам. Из его законодательных распоряжений был создан один из древнейших сводов законов на шумерском языке, условно называемый «Кодексом Липит-Иштара» — прямой предшественник знаменитого законодательства вавилонского царя Хаммурапи (около 1793—1750 годов до н. э.), ставший одним из первых кодексов в истории человечества (древнее его только сборник законов Ур-Намму). Кодекс Липит-Иштара первоначально состоял из 43 статей и содержал пролог и эпилог. Первоначальный кодекс, выбитый на камне, не сохранился, но при раскопках в Ниппуре удалось найти семь фрагментов позднейших копий на глиняных табличках. Путём сопоставления этих фрагментов удалось восстановить сборник законов Липит-Иштара, хотя и в неполном виде.
Законы Липит-Иштара были призваны закрепить существующие экономические отношения в условиях усиления частной собственности, вызывавших появление новых прецедентов в отношениях личности и государства. Сохранившиеся до нашего времени примеры законов Липит-Иштара касаются правил и порядка найма рабочей силы и имущества, семейного права и права наследования, различных аспектов владения частной собственностью, отношений в земельном и долговом праве. В законах Липит-Иштара не делалось различия между рабом-военнопленным, купленным рабом и рабом-должником, не предусматривалось никакого отличия в правовом отношении между амореями и остальным населением Шумера и Аккада. Судя по введению, законы были составлены с учётом в первую очередь интересов населения городов Ниппура, Ура и Исина.

### Конец царствования
Ближе к концу правления Липит-Иштара правитель Ларсы Гунгунум захватил Ур, в результате чего от Исина отпал юг страны. Видимо, Липит-Иштар был низложен в результате восстания. Во всяком случае, его преемник Ур-Нинурта не был его сыном и, вероятно, является узурпатором. С гибелью Липит-Иштара пресеклась прямая линия династии царей Исина, происходящая от Ишби-Эрры.
Со смертью Липит-Иштара закончился период, во время которого государство, возглавляемое правителями Исина, хотя бы отчасти считалось преемником державы Ура. Начиная с этого момента Южная Месопотамия распалась на множество соперничавших друг с другом государств.
Согласно Царскому списку (копии L1+N1, P2, P5) и Списку царей Ура и Исина Липит-Иштар правил 11 лет.

## Список датировочных формул Липит-Иштара
|                            | |
| 1 год 1935 / 1934 до н. э. | Год, когда Липит-Иштар [стал] царём mu dli-pi2-it-esz4-tar2 lugal |
| a                          | Год, когда [Липит-Иштар] создал правосудие в Шумере и Аккаде mu ni3-si-sa2 ki-en-gi ki-uri-a mu-ni-in-gar |
| b                          | Год, когда правопорядок Энлиля и Нанны [в городе] Ур был восстановлен mu inim den-lil2 dnanna-ta ur2iki ki-be2 bi-in-gi4-a |
| c                          | Год, когда [Липит-Иштар], сделал золотой престол для Нинисины и торжественно поместил его в (храме) Эгалмах для Нинисины mu giszgu-za ku3-sig17 dnin-in-si-na-ra mu-na-dim2-ma dnin-in-si-na-ke4 sza3 hul2-la e2-gal-mah ba-gub-ba                                                              |
| d                          | Год, когда канал Нинки (букв. «Хозяйки Земли») был прорыт mu id2-dnin-ki ba-ba-al |
| e                          | Год, когда задолженности по долгам прочного на Шумера и Аккада [были освобождены] … в бухгалтерском доме Year the arrears of debts lasting on Sumer and Akkad (were released) … in the accounting house mu la'u3 ki-en-gi ki-uri i-in-gal2-la … e2-kiszib-ba … …                                |
| f                          | Год после года, когда задолженность по долгам прочного на Шумера и Аккада [были освобождены] … в бухгалтерском доме Year after the year the arrears of debts lasting on Sumer and Akkad (were released) … in the accounting house mu us2-sa la'u3 ki-en-gi ki-uri i-in-gal2-la … e2-kiszib-ba … |
| g                          | Год, когда [Липит-Иштар] избрал путём гадания Эн-Нинсунзи («Жрица „Нинсун благостна“») энтум-жрицей богини Нингублаги в Уре mu en-dnin-sun2-zi en-dnin-gublaga ur2iki-ma masz2-e i3-pad3 |
| h                          | Год, сделанного плугом mu giszapin ba-dim2 |
| i                          | Год, когда Липит-Иштар отразил амореев BM 78395 mu sza dli-pi2-it-esz4-tar2 amurram ity-ru-du-usz |

| I династия Исина           |                                                                                     |                      |
| Предшественник: Ишме-Даган | царь Исина, царь Шумера и и Аккада около 1935 — 1924 годов до н. э. (правил 11 лет) | Преемник: Ур-Нинурта |